# Марія Тереза Португальська
Марія Тереза Португальська, також Марія Тереза Браганса (порт. Maria Teresa de Bragança; 24 серпня 1855 — 12 лютого 1944) — донька скинутого короля Португалії Мігеля I та німецької принцеси Адельгейди Льовенштайн-Вертгайм-Розенберг, дружина ерцгерцога Австрійського Карла Людвіга. Кронпринцеса Австро-Угорщини у 1889—1896 роках.

## Біографія
Марія Тереза народилась 24 серпня 1855 року у Кляйнгойбаху в Баварії третьою дитиною та другою донькою в родині колишнього короля Португалії Мігеля I та його дружини Адельгейди Льовенштайн-Вертгайм-Розенберг. Її матір доводилася старшою сестрою князю Льовенштайн-Вертхайм-Розенберзькому Карлу I та родичалася із домом Ліхтенштейнів.
Мала старшу сестру Марію даш Невіш та брата Мігеля. Згодом у неї з'явилося ще четверо молодших сестер. Проживало сімейство в Баварії.
Батька не стало, коли Марії Терезі було 11. Матір всіляко намагалася якнайкраще влаштувати подальшу долю дітей. Всі вони отримали типове католицьке виховання. Мешкали надалі у замку Льовенштайн у Кляйнгойбаху.

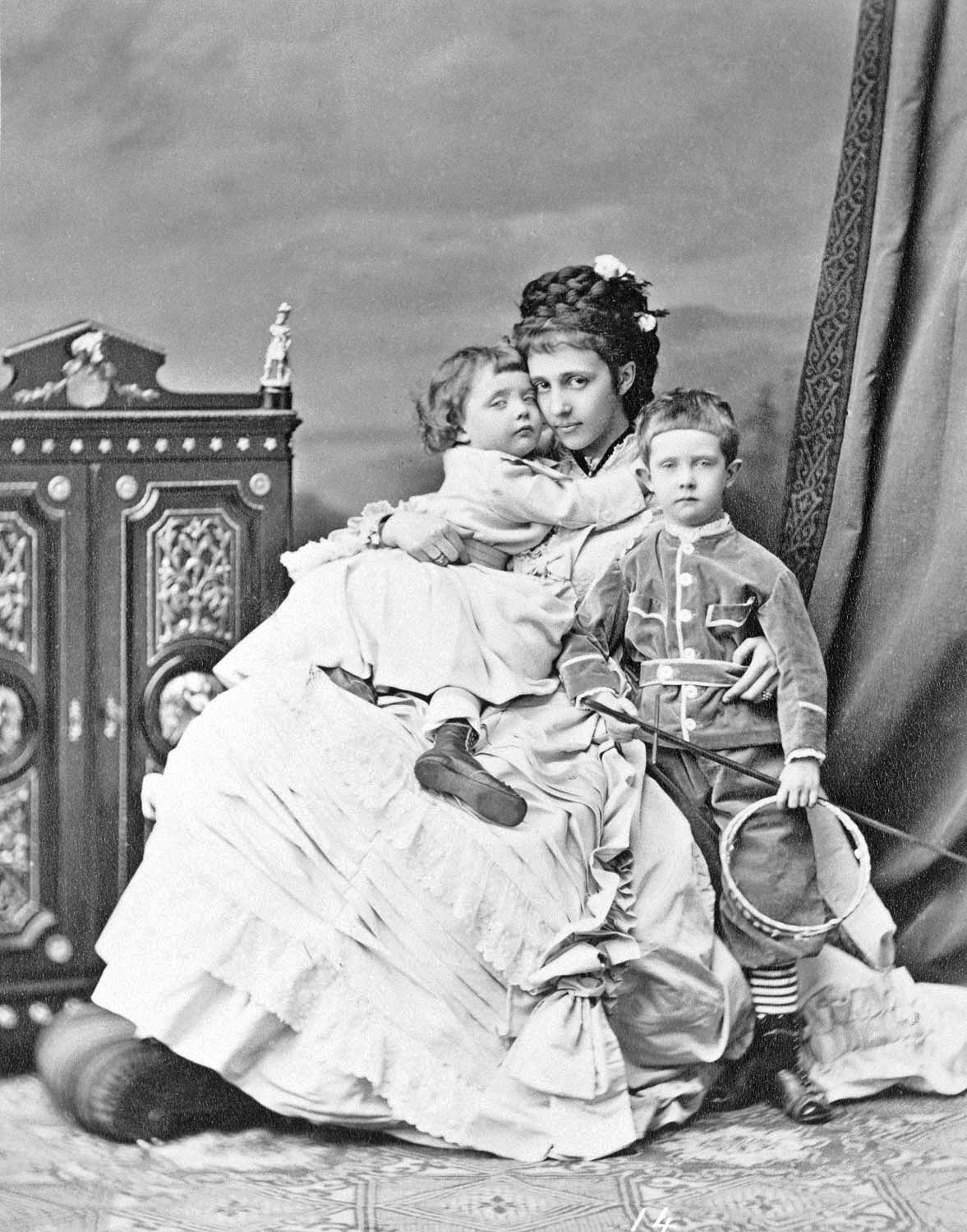
Фото Марії Терези із пасинками

Марію Терезу змальовували як одну з найкрасивіших наречених Європи. Вона мала кілька залицяльників, серед яких був і кронпринц Рудольф.
У 17 років принцеса вступила в шлюб із 40-річним австрійським ерцгерцогом Карлом Людвігом. Весілля відбулося 23 липня 1873 у Кляйнгойбаху. Вінчання провів майнцький єпископ Вільгельм фон Кеттелер. Наречений був двічі удівцем і мав четверо малолітніх дітей від попереднього шлюбу. Шлюб не був щасливим через постійний мобінг з боку Карла Людвіга. Проте для пасинків принцеса стала доброю та люблячою мачухою.
У шлюбі народила двох спільних доньок. Ерцгецогиня мала художній смак і полюбляла фотографувати. Листувалася із баварським та португальським дворами.
Після того, як імператриця Сіссі віддалилася від двору, а особливо після смерті кронпринца Рудольфа у 1889 році, Марія Тереза, ставши новою кронпринцесою, часто грала роль першої леді на офіційних церемоніях та прийомах у Гофбурзі. У цьому статусі вона перебувала до травня 1896 року, коли помер Карл Людвіг.

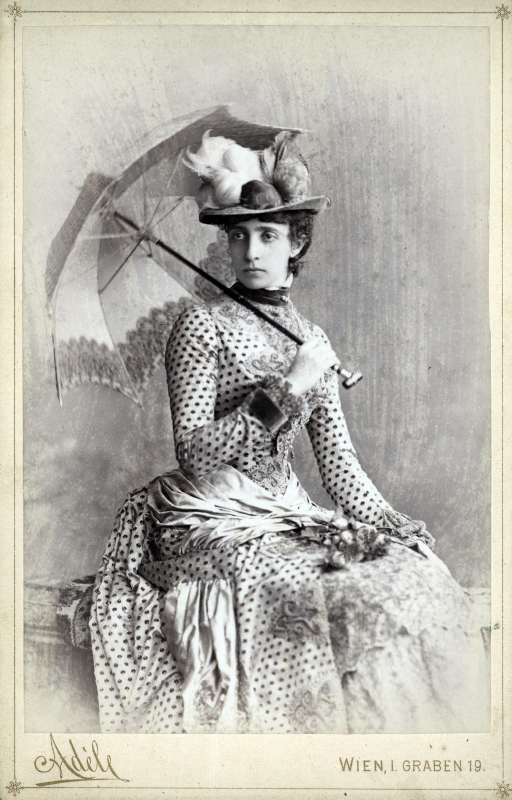
Марія Тереза на фото Адель Перлмуттер

Спадкоємцем трону після цього став її пасинок Франц Фердинанд. Вона продовжувала зберігати свій вплив, хоча, згідно церемоніалу, брала менше активної участі у придворному житті. Зиму зазвичай вона проводила у Відні, а літній час  —у Рейхштадтському замку в Богемії. Певний час ходили плітки про її можливе одруження із графом Чавріані, проте вони виявилися неправдивими. Після смерті імператриці подейкували про її можливий шлюб із Францем Йосифом I.
Марія Тереза мала теплі стосунки із пасинком Францем Фердинандом, турбувалася про його одужання від сухот, всіляко підтримувала у прагненні побратися із коханою жінкою, клопоталася за нього перед імператором Францем Йосифом I, організовувала весілля та наполягла на проведенні вінчання в її приватній каплиці. Після вбивства ерцгерцога влітку 1914 року турбувалася про подальшу долю його дітей, забезпечивши їм фінансову незалежність.
Під час Першої світової війни працювала медсестрою. Активно взаємодіяла із Червоним Хрестом. На службі користувалася іменем сестра Мікаела.
Восени 1918 розпалася Австро-Угорська імперія. Останній імператор Карл I з родиною був висланий за межі країни. Марія Тереза супроводжувала їх на Мадейру, однак згодом повернулася до Відня, де і провела решту життя.
Померла 12 лютого 1944 у віці 88 років. Похована у крипті Фердинанда в імператорському склепі Капуцинеркірхе у Відні.

## Нагороди
- Орден Зіркового хреста (Австро-Угорщина)[7].

## Родина
Чоловік — Карл Людвіг Габсбург
Дітиː
- Марія Аннунціата (1876—1961) — принцеса-настоятелька Терезіанського інституту шляхтянок у Празі у 1894—1918 роках, була заручена із герцогом Зігфрідом Баварським, але шлюб не відбувся. Дітей не мала.
- Єлизавета Амалія (1878—1960) — дружина принца Ліхтенштейнського Алоїза, мала восьмеро дітей.